# جنگ هوایی شرم‌الشیخ (عوفیرا)
جنگ هوایی شرم‌الشیخ (عوفیرا) (عربی: معركة شرم الشيخ الجوية) یکی از اولین جنگ‌های هوایی در جنگ اکتبر می‌باشد که در ششم اکتبر سال ۱۹۷۳ در نزدیکی پایگاه هوایی «عوفیرا» وابسته به نیروی هوایی اسراییل در شرم شیخ در جنوب شبه جزیره سینا به وقوع پیوست. این جنگ با پیروزی اسراییل به پایان رسید و هفت فروند جنگنده مصری سرنگون شد.